# Società Entomologica Italiana
Die Società Entomologica Italiana (SEI) ist eine italienische entomologische Fachgesellschaft mit Sitz in Genua. Die „Italienische Entomologische Gesellschaft“ fördert als gemeinnützige Organisation das allgemeine Interesse an der Insektenkunde und die Forschung in diesem Bereich durch Kongresse, Tagungen, Seminare und Veröffentlichungen.
Die Gesellschaft wurde am 31. Oktober 1869 beim Naturhistorischen Museum in Florenz gegründet, unter anderem von Adolfo Targioni Tozzetti (1. Präsident), Giovanni Battista Grassi, Antonio Berlese, Emilio Cornalia, Paolo Savi, Alexander Haliday und Achille Costa. Seit 1922 befindet sie sich beim Museo di storia naturale Giacomo Doria in Genua. Seit 1869 veröffentlicht sie die Fachzeitschrift Bollettino della Società Entomologica Italiana und seit 1922 die Memorie della Società Entomologica Italiana. Die Gesellschaft unterhält eine Fachbibliothek.